# 世界华人联合总会
世界华人联合总会（英語：Worldwide United Chinese Association）為1997年在紐約註冊的一個非政府組織，目標為全世界華人在經濟、政治、生活上互助互聯，由美籍華人时以诺成立，中国驻美大使馆认证号：0018822並有紐約當地註冊證號。世界和平总会是其轄下捐款慈善組織。
1982年時已退休的解放军副总参谋长徐信和农业部副部长刘培植等人通過私誼關係與美籍華人时以诺洽談，在美國註冊成立全球华侨促进中国和平统一协会美国总会（與現今政府機構中国和平统一促进会無關）發展海外僑商界活動，故一開始此會是若有似無的官方色彩，此組織內部分人士為後續世界华人联合会內成員，兩者有連帶關係但並非繼承關係，之後逐漸分會增多至美國各州和歐洲德法等國，之後中國大陸境內和日本也設立聯絡處，故在名稱後以括弧顯示分會地點，例如世界华人联合会（日本）。而總會以世界华人联合会（中国）為名，後90年代改為世界华人联合会（总会），直到2013年因真假世華會事件影響改為世界华人联合总会現名。
2005年世界华人联合总会主席在韩国国会大厅发表华人对全球经济贡献的演讲。2006年與社會科學院南京国际和平研究所合鑄造「世界和平鐘」2008年非洲分会的推动下，在乌干达建立了维多利亚自由港经济贸易区。2012年起與私立韩国湖南大学合作設立中国办事处轉介留學生赴韓光州广域市就讀，該辦事處直接交由北京的華人聯合總會員工指導營運。

## 宗旨
创建共赢交流平台、放眼世界服务华人；追求卓越、与国共荣。积极整合社会资源，传承中华文化，凝社会之力，聚华人之心，弘民族之德，圆复兴之梦。

## 組織人物
- 創立者（永远名誉主席）[5]
  - 庄世平 - 中国侨联副主席、全国政协常委、南洋银行行长
  - 徐信 - 中国人民解放军副总参谋长、中央顾问委员会委员
  - 曾永森 - 马来西亚国会上议院主席
  - 陈香梅 - 二戰中央社第一位女记者、陳納德妻，移民美国官至难民救济总署主席
  - 刘培植 - 农业部副部长
  - 郝盛琦 - 中共中央顾问委员会副秘书长
- 名誉主席
  - 时以诺 - 理事长、法定代表人
  - 曹德旺 - 福耀玻璃董事长、福建省政协委员
  - 苏丽凰 - 全美华裔共和党联盟主席
  - 连战 - 前国民党主席
  - 王金平 - 台湾前立法院院长

- 現任主席 - 姜琳（女）
  - 执行主席 - 吕志国
  - 副主席 - 陈瑞平、吴文达、姜华、张吉生、王泽生、王宏舟、吴国强、吕宝尧
  - 执行秘书长 - 张永顺 、徐迪安、周训荣
  - 副秘书长 - 唐凤翔 、李新奇
  - 副理事长 - 刘新发 、贺万金
  - 形象大使 - 成龙（明星）
    - 教育委员会会长 - 刘吉
      - 教育委员会副会长 - 周俊波、肖华（女）

    - 宗教委员会会长 - 李晋友
    - 宗教委员会执行会长 - 付庆龙
    - 绿化委员会主任 - 刘文斌
    - 资源委员会主任 - 王琳
    - 公益委员会主任 - 王汉卿
    - 书画委员会执行会长 - 魏著广
    - 妇女儿童委员会部长 - 张生艳
    - 中创联管理委员会会长 - 齐奎豪
      - 中创联管理委员会副会长 - 陈海斌
      - 中创联管理委员会秘书长 - 娄弘凯
        - 中创联管理委员会副秘书长 - 王胜利

    - 企业发展委员会执行会长 - 吕志国
      - 企业发展委员会副会长 - 王红人（女）、郝莹（女）、任江涛、孙佳松、夏玉江、李晓鹏
      - 企业发展委员会常务副会长 - 蒋彦平
      - 企业发展委员会教育副会长 - 丁庆怡
        - 企业发展委员会办公室副主任 - 赵国华、赵炳忠

## 相似名組織
- 世界华人联合大会

在美国芝加哥登記的一個組織，創立者是商人钟国，1964年生湖南人，自稱国家发展战略策划家、藝術收藏家、養生專家、中国陶瓷传统工艺大师在北京開設有钟国藝術館展示其個人藝術收藏品，世界华人联合大会宗旨為救助、法律援助、為全球華人的利益保障、維護世界和平、促進人類進步與發展等。
- 世界华人联合会(總會)

此機構名稱完全一致差別僅在後方有括弧總會二字，此組織來自2010年左右發生的真假世華會事件，世華會舊名確實是有帶括弧的此名以便各地分會對外時能在括弧中放置地區名，而當時一名理事夏荣怀因外界不細知的內情而與會內決裂，包含與創始人時以諾也決裂，之後出走並帶走公章與文件之後另立辦公室和網站(自稱唯一官方網站)，另召員工任命幹部開始對外行事。一時間出現兩個世華會外界無所適從。事件鬧至2013年世華會決定更改名稱將括弧總會拿掉正式為「世界华人联合总会」，更改會徽標誌，同時時以諾發出佈告公知於眾夏荣怀的組織是山寨組織，其也被開除會籍，然而由於夏荣怀的「(總會)」並未做出明顯違法行為，所以還未有任何國家警方將其立案，目前處於雙方攻訐謾罵階段。
- 世華聯總會

全名「世界華人華僑華商聯合總會」創立者為天马旅游公司前老闆、飲料業者梁海洋，自稱有联合国世界和平文化大使頭銜，並擔任過三亚市政府、大连市政府、法国马思河省市府特聘顧問等幾十個海內外市政府顧問，該組織是有一些商業老闆會員，目前以東南亞一代活動為主，類似海外僑胞小商會型態。協辦過幾屆世界华裔小姐大赛(中国侨商联合会主辦)。
- 世界華人協會 United World Chinese Association

1992年8月在香港成立，創立者国际篮球联合会前會長程萬琦博士，其出生於越南芒街市為祖籍廣東華僑，自稱有600萬會員，多活動於東南亞一帶華人商界舉辦世界華商領袖年會等活動。
- 美國華人聯合會 United Chinese Americans

2016年起由薛海培、白先慎、梁瑞凤、张小彦等在美華人成立的組織。美国华人联合会UCA是一个总部在华盛顿的全国性、无党派的非政府组织，目前有12个分会和30多个社区伙伴，致力于丰富和增强美国华人社区的权能。通过公民参与、政治参与、青年教育和发展以及保护华裔遗产和文化，为增进中美两国、促进我们社区、国家和世界的福祉而努力。。
- 美國華人聯合總會 Chinese American Federation

2002年程远和李社潮成立的美国加州註冊組織，以维护华人权益和积极推动中美经贸和文化交流為主，背景以加州华人营建公会和苏浙沪旅美同乡会為主力，推動中美貿易自由化。旗下次級組織眾多幾乎涵蓋在美華人大多數領域社團和同鄉會。
- 全球和平華人聯合會

2018年台灣成立的小型組織，由監察院長張博雅、前陸委會主委張京育、宗華信教聯盟主席朱武獻、前國防部次長傅慰孤等人發起，稱目標是團結海內外華人共同願景，齊心復興中華文化。

## 相似名詐騙組織
- 世界华人联合会[23]

由60多歲的李姓女子於2017年開始成立的詐騙集團，總部設於西安一處市中心住宅大樓，李某早年有在港台的生活經歷並熱衷參與一些政治人物出席的社交場合，蹭到一些合影照片，成立世界华人联合会詐騙團體後便利用照片取信於人。其獲利方式是在微信上大舉招收會員，每人交303元人民幣入會後取得一張會員證，其承諾將來可以優先扶貧專案，子女分配工作等包山包海，同時組織會員「上課」看一些真實的政府扶貧資料、世界局勢分析等，由於並沒有特別惡性行為且收費僅303元，許多人即使有懷疑也懶得追究或報警，會員一度達到1.5萬人，從而獲利，被公安偵破後李女被鑑定出有偏执性精神障碍和輕度妄想症。
- 全球华人联合会

2016年3月，民政部民间组织管理局成立的網站「中国社会组织网」曝光第一批离岸社团、山寨社团名单，此会在內，民政部警告民眾要當心諸多冠以中國、中華、華人、世界等開頭的組織，遇到時要多留一個心眼查證。此會會長杨鹤楼自稱是深圳大学畢業律師，並有香港大中华国际企业集团总裁，世界华商（亚洲）投资集团总裁，香港《全球华人联合报》社长兼总编辑等顯赫卻又不知來歷的名號頭銜，這類組織輕則沒有什麼太大違法行為只是一種商業吹牛或個人吹牛之用，但也有的從事詐騙或更嚴重犯罪。

## 外部連結
- 世界华人联合总会 （页面存档备份，存于）
  - 世界华人联合总会教育委員會 （页面存档备份，存于）
- 世界華人服務平台 （页面存档备份，存于）
- 世界和平总会捐款平台 （页面存档备份，存于）